# Annaphila hennei
Annaphila hennei là một loài bướm đêm trong họ Noctuidae.